# Slaget ved Chippenham
Slaget ved Chippenham var en slag, der foregik i januar 878 mellem en vikingehær ledet af Gudrum slog en vestsakisk hær ledet af Alfred den Store. Vikingerne tvang Alfred til at flygte fra Chippenham og formåede midlertidigt at kontrollere størstedelen af Wessex.
Slaget var en del af et koordineret angreb på Wessex ledet af Guthrum og Ubba, og brød en tidligere våbenhvile imellem de to parter. Alfred, der tilbragte vinteren i Chippenham, havde ikke sin hær med sig og blev tvunget til at flugte til Athelney.
Efter Ubbas nederlag til Odda, Ealdorman of Devon under slaget ved Cynwit lykkedes det for Alfred at mønstre sine tropper og generobre Wessex efter slaget ved Edington i maj 878. Gudrum angreb ikke Wessex igen og indvilligede i en fred med Wedmoretraktaten. Alfred reorganiserede herefter sin hær Wessex for at sikre, at at der altid var en stående styrke, som kunne være klar til at møde trusler.